# Take-Two Interactive
Take-Two Interactive Software, Inc. è un'azienda statunitense produttrice e distributrice di videogiochi e di accessori per computer. La sede centrale della società si trova a New York, mentre la sede internazionale si trova a Ginevra in Svizzera. Studi di sviluppo si trovano a San Diego, Vancouver, Toronto e Austin.

## Storia

### 1993-2000: Fondazione
Take-Two Interactive è stata fondata il 30 settembre 1993 da Ryan Brant, figlio di Peter Grant, cofondatore di Interview. Mentre lavorava con il padre presso la rivista, aspirava a creare una sua società, decidendo di aprire un'azienda publisher di videogiochi. Brant disse: "Quando si parla di tecnologia, le persone si aspettano una figura giovane, pertanto mi sono buttato su questo mercato dove fatturare". Per iniziare l'attività, il capitale iniziale di 1,5 milioni di dollari fu donato dalla sua famiglia e da azionisti privati.
Iniziando con Star Crusader nel 1994, Take-Two iniziò ad avere i primi successi con giochi in Full motion video con attori conosciuti, seguendo il successo che Mechadeus ottenne con The Daedlus Encounter con Tia Carrere. Take-Two assunse Dennis Hopper tra gli altri per recitare in Hell: A Cyberpunk Thriller (1994), che vendette oltre 300 000 copie nell'anno seguente e creò profitto per l'azienda. Ciò fu seguito da Ripper, per il quale, dal budget di 2,5 milioni di dollari, 625,000$ furono usati per assumere attori come Christopher Walken, Karen Allen e Burgess Meredith. Il successo di entrambi i giochi, così come i titoli precedenti, portò ad un accordo di pubblicazione tra Take-Two e Acclaim Entertainment per pubblicare i titoli di Take-Two oltre ad ottenere la distribuzione per l'estero. Take-Two inoltre ottenne una licenza con Sony Computer Entertainment per rilasciare giochi su PlayStation.
Intorno al 1996, la compagnia guadagnava intorno ai 10 milioni di dollari, ma Brant volle espandere la compagnia, perciò fece la prima acquisizione di Mission Studios e pubblicò il suo gioco JetFighter III. Brant inoltre decise di assicurarsi fondi aggiuntivi rendendo la società pubblica. Completò la sua Offerta pubblica iniziale (IPO) il 15 aprile 1997 diventando siglata come TTWO su Nasdaq. Dall'offerta, l'azienda guadagnò 6,5 milioni di dollari assieme a 4 milioni di dollari su effetti passivi di fondi di rischio, i fondi aggiuntivi permisero a Take-Two di acquisire la sede europea di GameTek, il loro studio interno Alternative Reality Technologies (rinominato poi Rockstar Toronto) e i diritti di distribuzione per i giochi Dark Colony, Jeopardy! e Wheel of Fortune. Acquisì inoltre Inventory Management Systems, Creative Alliance Group e Alliance Inventory Management, tre compagnie di distribuzione di videogiochi che portarono Take-Two ad estendere il suo mercato.
Nel Marzo 1998, Take-Two acquisì BMG Interactive, la divisione videoludica di BMG Entertainment, per 1,85 milioni di azioni (pari al 16% delle azioni di Take-Two) per un valore di circa 14,2 milioni di dollari. L'anno precedente, DMA Design e BMG interactive rilasciarono Grand Theft Auto: mentre fatturava bene ovunque eccetto in Europa, iniziarono a crearsi le prime polemiche in merito all'uso della violenza dei videogiochi, con il senatore americano Joe Lieberman fortemente contrario. Vedendo l'oppurtunità di fare pubblicità al gioco, Brant aveva iniziato l'acquisizione di BMG per acquisire la proprietà di Grand Theft Auto e allo stesso tempo contattò Sam Houser e Dan Houser di BMG (entrambi fondamentali per portare Grand Theft Auto sul mercato). Terry Donovan e Jamie King crearono una etichetta di Take-Two chiamata Rockstar Games, con l'obiettivo di svilupparci ulteriori giochi simili. L'Amministratore delegato di Electronic Arts (EA) nel 2008, John Riccitiello, affermò che Take-Two effettivamente ha inventato il sistema aziendale "ad etichette", seguita da EA nel 2008. Con i diritti di Grand Theft Auto, Take-Two espanse la sua distribuzione nel Nord America, e il gioco divenne il primo successo finanziario di Take-Two con oltre 1,5 milioni di copie vendute.
Take-Two assunse anche altre aziende di distribuzione, tra cui anche nel settore cinematografico con DirectSoft per il mercato australiano. In particolare, Take-Two acquisì Jack of All Games, un publisher americano, per circa 16,8 milioni di dollari. in seguitò raggruppò molti dei suoi punti vendita a marchio Jack of All Games.
Nel 1999, Take-Two acquisì DMA Design (rinominata Rockstar North) e investì in Gathering of Developers e in Bungie (trasferita poi a Microsoft Game Studios). Nel settembre 1999, acquisì Triad Distributors e Global Star Software, rispettivamente editore e distributore di videogiochi, fondati entrambi da Craig McGauley e Damian Cristiani nel 1993.

### 2001-2008: Ulteriori acquisizioni e controversie legali
Con Rockstar, Take-Two investì per i sequel di Grand Theft Auto, tra cui Grand Theft Auto II (1999), Grand Theft Auto III (2001), Grand Theft Auto: Vice City (2003) e Grand Theft Auto: San Andreas (2004). Nel 2003, il fatturato superò 1 miliardo di dollari. Nel 2002 Rockstar compra i diritti del brand di Max Payne da Remedy per 34 milioni di dollari. Nel 2004, pagò 22,3 milioni di dollari ad Infogrames per i diritti di Civilization.
Nel 2004 Take-Two creò due nuove società chiamate 2K Games e 2K Sports per gestire i nuovi studi di produzione acquisiti e per gestire gli studi già disponibili. Take-Two acquisì il marchio ESPN 2K Sport Games (dopo che Electronic Arts ebbe annunciato la dismissione del marchio ESPN dalle serie in sviluppo), Visual Concepts (produttrice della serie su football e basket) e la Kush Games (baseball e hockey) da SEGA come creatici della serie 2K Sports.
Dopo la creazione di 2K, acquistò Firaxis Games, studio già supportato per la pubblicazione di Civilization IV. Irrational Games fu acquistata nel novembre 2005 per 10 milioni di dollari, includendo sia gli studi di Boston sia quelli di Canberra. All'epoca Irrational aveva già un accordo per l'uscente BioShock: con l'acquisto, Irrational divenne sussidiaria di 2K. Acquistò anche PAM Development per la serie Top Spin.
Tuttavia, la Securities and Exchange Commission esaminò gli acquisti di Take-Two e riscontrò che il fatturato dichiarato non corrispondeva dalle vendite riportate da NPD Group. Nel corso delle indagini, stimò circa 60 milioni di dollari evasi. Dopo le indagini, Take-Two pagò 7,5 milioni di dollari, di cui 6.5 milioni pagati da Brant. Successivamente, passò da AD a Presidente nel 2004, e successivamente divenne vice presidente della produzione in quanto la SEC gli impedì di dirigere un'azienda quotata in borsa. Si dimise nell'ottobre 2006 a seguito di una momentanea invalidità alla schiena. Morì nel marzo 2019 all'età di 49 anni.
Take-Two fu parecchio criticata in merito alla mod Hot Coffee, che permetteva di sbloccare una scena sessuale che era nascosta all'interno di Grand Theft Auto: San Andreas generando scandalo tra politici e consumatori in quanto violava l'indice di valutazione ESRB. In merito dovette pagare 20 milioni di dollari di multa e una class action avviata dagli azionisti.
Il 29 marzo 2007 gli azionisti della società hanno fatto dimettere cinque dei sei consiglieri del consiglio di amministrazione. Tra i licenziati figura anche Paul Eibeler, direttore generale sostituito da Ben Feder. In giugno 2007 la Ultimate Fighting Championship ha chiuso una causa legale per un gioco prodotto per la UFC.
Nel febbraio del 2008, EA cercò di acquistare interamente Take-Two con un'offerta di 25$ ad azione per un valore totale di 1.9 miliardi di dollari. L'offerta fu rifiutata chiedendo 26$ ad azione, all'epoca un'azione di Take-Two valeva 10 dollari. L'AD di EA, John Riccitiello, affermò che aveva considerato l'acquisizione di Take-Two negli anni precedenti, tuttavia, dopo l'acquisizione di Vivendi Games da parte di Activision, EA voleva diventare uno più grandi publisher di videogiochi con l'acquisizione di Take-Two. Dopo numerose offerte d'acquisto declinate da parte di EA, ogni tentativo di acquisto si fermò nel settembre 2008. Take-Two rilasciò il 29 aprile 2008 Grand Theft Auto IV, uno dei giochi più desiderati da EA al momento del tentativo di acquisto.

### 2009-presente
Nel settembre 2009, vendette Jack of All Games a Synnex per 43 milioni, focalizzando il suo mercato solo nella produzione e distribuzione di videogiochi. Nel 2010, Ben Feder lasciò il ruolo di AD per Strauss Zelnick, attualmente presente come AD. Nel gennaio 2013, durante la liquidazione, THQ vendette i diritti dei giochi WWE a Take-Two.
Dell'azienda fanno parte anche le sussidiarie Rockstar Games (creatrice della serie Grand Theft Auto), Global Star Software, 2K Games, 2K Sports e il produttore di periferiche Joytech. Grand Theft Auto V è anche il gioco più venduto della storia dell'azienda nel minor tempo possibile, con 800000000 $ incassati al day-one.
Il 12 Ottobre 2020 Take-Two compra Ruffian Games: dall'acquisizione nasce Rockstar Dundee.
Il 10 Gennaio 2022 Take-Two annuncia l’acquisizione di Zynga per 12,7 miliardi di dollari: l'acquisizione si completa a Maggio dello stesso anno. A seguito del leak riguardo Grand Theft Auto VI, l'azienda perde 500 milioni di dollari in borsa.

## Studi di sviluppo
- 2K Games
  - Firaxis Games (acquisita nel 2005)
    - Frog City Software (unita nella Firaxis Games nel 2006)
    - PopTop Software (unita nella Firaxis Games nel 2006)

  - Cloud Chamber (fondata nel 2019)
  - Irrational Games (acquisita nel 2006; chiusa il 19 febbraio 2014)
  - Venom Games, Ltd.
  - 2K Games China (fondata nel 2006)
- 2K Sports
  - Visual Concepts
  - Kush Games
  - Indie Built, Inc. (acquisita nel 2004; chiusa il 28 aprile 2006)
  - PAM Development (acquisita nel 2006)
- Take Two Licensing (precedentemente nota come TDK Mediactive)
- Ghost Story Games (fondata nel 2017, rebranding della precedentemente chiusa Irrational Games)
- Global Star Software
  - Gathering of Developers
  - Gotham Games
  - TalonSoft (acquisita nel 2000; chiusa nel 2002)
- Jack of All Games
- Joytech, Ltd.
- Rockstar Games, Ltd.
  - Rockstar North (precedentemente nota come DMA Design)
  - Rockstar Leeds (precedentemente nota come Mobius Entertainment)
  - Rockstar London
  - Rockstar Vancouver (precedentemente nota come Barking Dog Studios; chiusa il 9 luglio 2012)
  - Rockstar San Diego (precedentemente nota come Angel Studios)
  - Rockstar Toronto (precedentemente nota come Rockstar Canada)
  - Rockstar Vienna (precedentemente nota come neo Software; chiusa l'11 maggio 2006)
  - Rockstar Lincoln (precedentemente nota come Tarantula Studios)
  - Rockstar Dundee (precedentemente nota come Ruffian Games)
  - Cfx.re (acquisita nel 2023)
- Zynga, Inc.

## Videogiochi
Tra i titoli più celebri BioShock, Borderlands, Bully, Civilization, Codename Eagle, Duke Nukem, Grand Theft Auto, L.A. Noire, Mafia (serie), Manhunt, Max Payne, Midnight Club, 2K Sports Major League Baseball, NBA 2K, NHL 2K, Red Dead, Serious Sam, Stronghold, Tropico, WWE SmackDown vs. Raw, X-COM.